# Uhland (Texas)
Uhland è un centro abitato degli Stati Uniti d'America, situato nella contea di Caldwell dello Stato del Texas. Parti del suo territorio sono comprese nei confini della contea di Hays.

## Geografia fisica
Uhland è situata a 29°57′50″N 97°47′42″W (29.963870, -97.794875).
Secondo lo United States Census Bureau, ha un'area totale di 1,8 miglia quadrate (4.7 km²).

## Società

### Evoluzione demografica
Secondo il censimento del 2000, c'erano 386 persone, 134 nuclei familiari, e 92 famiglie residenti nella città. La densità di popolazione era di 211,3 persone per miglio quadrato (81,4/km²). C'erano 143 unità abitative a una densità media di 78,3 per miglio quadrato (30,2/km²). La composizione etnica della città era formata dal 73,06% di bianchi, lo 0,78% di afroamericani, lo 0,52% di asiatici, il 23,83% di altre razze, e l'1.81% di due o più etnie. Ispanici o latinos di qualunque razza erano il 51,30% della popolazione.
C'erano 134 nuclei familiari di cui il 41,8% avevano figli di età inferiore ai 18 anni, il 54,5% erano coppie sposate conviventi, l'11,2% aveva un capofamiglia femmina senza marito, e il 30,6% erano non-famiglie. Il 23,9% di tutti i nuclei familiari erano individuali e il 7,5% aveva componenti con un'età di 65 anni o più che vivevano da soli. Il numero di componenti medio di un nucleo familiare era di 2,88 e quello di una famiglia era di 3,42.
La popolazione era composta dal 32,9% di persone sotto i 18 anni, l'11,4% di persone dai 18 ai 24 anni, il 30,1% di persone dai 25 ai 44 anni, il 17,4% di persone dai 45 ai 64 anni, e l'8.3% di persone di 65 anni o più. L'età media era di 28 anni. Per ogni 100 femmine c'erano 90,1 maschi. Per ogni 100 femmine dai 18 anni in giù, c'erano 86,3 maschi.
Il reddito medio di un nucleo familiare era di 30.714 dollari, e quello di una famiglia era di 31.875 dollari. I maschi avevano un reddito medio pro capite di 24.750 dollari contro i 22.813 dollari delle femmine. Il reddito medio pro capite era di 13.593 dollari. Circa il 7,1% delle famiglie e l'11,4% della popolazione erano sotto la soglia di povertà, incluso il 12,1% di persone sotto i 18 anni e il 13,2% di persone di 65 anni o più.